# Штайнвайлер
Штайнвайлер (нім. Steinweiler) — громада в Німеччині, розташована в землі Рейнланд-Пфальц. Входить до складу району Гермерсгайм. Складова частина об'єднання громад Кандель.
Площа — 11,88 км2. Населення становить 1981 ос. (станом на 31 грудня 2020).